# Jacek Ostrowski
Jacek Dariusz Ostrowski  (ur. 20 listopada 1964 w Legnicy) – generał dywizji Wojska Polskiego, były dowódca 9 Brygady Kawalerii Pancernej i 20 Brygady Zmechanizowanej, od 2020 zastępca dowódcy – szef sztabu 12 Szczecińskiej Dywizji Zmechanizowanej, inspektor rodzajów wojsk DG RSZ.

## Przebieg służby wojskowej
W 1983 podjął studia jako podchorąży w Wyższej Szkole Oficerskiej Wojsk Zmechanizowanych we Wrocławiu. W 1987 był promowany na podporucznika. Rozpoczął zawodową służbę w Szczecinie w 5 pułku zmechanizowanym z 12 Dywizji Zmechanizowanej. W styczniu 1992 objął stanowisko szefa sztabu batalionu – zastępcy dowódcy w 5 pz.  W latach 1992–1993 dowodził kompanią podczas operacji pokojowej Sił Ochronnych ONZ w byłej Jugosławii Polskiego Kontyngentu Wojskowego w Chorwacji. W 1995 został dowódcą batalionu zmechanizowanego w 12 Brygadzie Zmechanizowanej. Absolwent Akademii Obrony Narodowej w Warszawie (1995, 2007) oraz Uniwersytetu Szczecińskiego (1999). W 1997 powierzono mu funkcję szefa szkolenia – zastępcy dowódcy, a w latach 1999–2006 szefa sztabu 12 Brygady Zmechanizowanej. W latach 2003–2004 i w 2005–2006 pełnił służbę w ramach I oraz V zmiany Polskiego Kontyngentu Wojskowego w Iraku. 
W 2007 został skierowany do Rzeszowa, gdzie objął stanowisko zastępcy dowódcy 21 Brygady Strzelców Podhalańskich będąc nim do 2008. 1 stycznia 2009 został wyznaczony na szefa szkolenia 1 Warszawskiej Dywizji Zmechanizowanej w Legionowie. Od 27 kwietnia 2010 do 28 października 2010 w ramach VII zmiany był zastępcą dowódcy PKW w Afganistanie. W latach 2011–2013 szef Oddziału Szkolenia w Dowództwie Wojsk Lądowych. W 2013 ukończył podyplomowe studia polityki obronnej w Akademii Obrony Narodowej w Warszawie. W 2014 powierzono mu stanowisko szefa Oddziału Szkolenia Zarządu Wojsk Pancernych i Zmechanizowanych w Inspektoracie Wojsk Lądowych Dowództwa Generalnego Rodzajów Sił Zbrojnych. 
2 września 2015 został skierowany do Braniewa, gdzie 7 września 2015 objął obowiązki dowódcy 9 Braniewskiej Brygady Kawalerii Pancernej. W 2018 został wyznaczony do Bartoszyc, gdzie dowodził 20 Brygadą Zmechanizowaną. 10 listopada 2018 prezydent RP Andrzej Duda mianował go na generała brygady. Z dniem 20 marca 2020 został skierowany do Szczecina obejmując stanowisko zastępcy dowódcy – szefa sztabu 12 Szczecińskiej Dywizji Zmechanizowanej. 29 września 2021 objął funkcję zastępcy szefa sztabu Dowództwa Generalnego RSZ WP. 10 listopada 2024 prezydent RP Andrzej Duda mianował go na generała dywizji. Obecnie piastuje stanowisko inspektora rodzajów wojsk Dowództwa Generalnego RSZ.

## Awanse[2][14][18]
- podporucznik – 1987

(...)
- generał brygady – 10 listopada 2018
- generał dywizji – 10 listopada 2024[19]

## Ordery, odznaczenia i wyróżnienia[2][20][21]
- Złoty Krzyż Zasługi – 2024[1]

- Wojskowy Krzyż Zasługi – 2016[22]
- Gwiazda Iraku
- Gwiazda Afganistanu
- Medal Pamiątkowy Wielonarodowej Dywizji Centrum-Południe w Iraku (z cyfrą "2")
- Army Commendation Medal
- Medal NATO za udział w misji ISAF
- Odznaka Honorowa Wojsk Lądowych
- Srebrna Odznaka „Za zasługi w pracy penitencjarnej” – 2017[23]
- Medal „Zasłużony dla miasta Mławy” – 2019[24]
- Złoty Krzyż Biskupa Polowego Deo et Patriae – 2025[25]
- Medal „W służbie Bogu i Ojczyźnie” – 2019[26]
- Laureat statuetki "Husarz Dowódcy 16 PDZ" – 2020[27]
- Odznaka Skoczka Spadochronowego Wojsk Powietrznodesantowych – 1986
- Odznaka pamiątkowa 9 Braniewskiej Brygady Kawalerii Pancernej – 2015 ex officio
- Odznaka pamiątkowa 20 Brygady Zmechanizowanej – 2018 ex officio

i inne.